# Teratosaurus
Teratosaurus (лат, от др.-греч. τέρᾰς — чудовище и σαῦρος — ящер) — род хищных архозавров триасового периода из семейства рауизухид (Rauisuchidae) клады Loricata. Интересен тем, что его долгое время относили к динозаврам.
От большинства других равизухид отличался наличием дополнительного нижнего височного окна. Ноздря была несколько меньше переднего предглазничного окна. 13 зубов в максилле. Предлобные кости образовывали «брови», нависающие над орбитами. Teratosaurus имел два ряда парамедиальных остеодерм (по крайней мере, на хвосте).
Типовой вид — Teratosaurus suevicus (лат. suevicus — «суэцкий»). Описан Г. фон Мейером в 1861 году на основании правой максиллы из позднего триаса (среднего нория) Хеслаха вблизи Штутгарта. Длина максиллы 24,5 см (общая длина черепа могла быть до 50 см). Зубы крупные, ножевидные, разного размера. Фон Мейер отнёс животное к динозаврам. Позднее его сравнивали с уже известным к тому времени мегалозавром. Р. Оуэн, Т. Гексли, Ч. Лайелл уверенно считали Teratosaurus примитивным хищным динозавром. Ф. фон Хюне в 1904 году отнёс к этому роду найденный рядом с челюстью скелет. С тех пор в течение почти 80 лет Teratosaurus изображали двуногим ящером с пятипалыми передними лапами и длинной шеей, на которой сидела небольшая голова с зубастыми челюстями. Так его рисовал З. Буриан в 1947 году, так он описан в «Основах палеонтологии» 1964 года. Для ящера создали особое семейство Teratosauridae, включавшее триасовых «карнозавров» (основанных также на зубах и челюстях рауизухид и посткрании прозавропод). Лишь в 1986 году одновременно М. Бентон и П. Гальтон на основании анализа строения максиллы пришли к выводу, что Teratosaurus — не динозавр, а рауизухид. Скелет же принадлежал завроподоморфу Efraasia minor. Посткраниальных остатков Teratosaurus найти не удавалось, хотя в 1985 году П. Гальтон отнёс к этому роду таз из этих же отложений.
Teratosaurus был наземным хищником, охотившимся на этозавров и динозавроморфов-силезавров. Типовой вид Teratosaurus жил вместе с завроподоморфами и, несомненно, охотился на них, либо питался их трупами.

## Классификация
По данным сайта Paleobiology Database, на июнь 2020 года в род включают 4 вымерших вида:
- Teratosaurus bengalensis Das-Gupta, 1928 — триас Индии
- Teratosaurus lloydi Owen, 1841
- Teratosaurus schuetzii Fraas, 1900 — триас Германии
- Teratosaurus suevicus Meyer, 1861 — триас Германии